# Pirates of the Caribbean: Dead Men Tell No Tales
Pirates of the Caribbean: Dead Men Tell No Tales, ook bekend als Pirates of the Caribbean: Salazar's Revenge is een Amerikaanse fantasy-avonturenfilm uit 2017. Het is de vijfde film in de filmserie Pirates of the Caribbean, met in de hoofdrol Johnny Depp als Jack Sparrow. De film is geregisseerd door Joachim Rønning en Espen Sandberg en gebaseerd op een script van Jeff Nathanson. De film werd geproduceerd door Jerry Bruckheimer.
Depp, Geoffrey Rush en Kevin McNally vertolken net als in de voorafgaande films Jack Sparrow, Hector Barbossa en Joshamee Gibbs. Nieuwe rollen zijn die van Javier Bardem als kapitein Salazar, Brenton Thwaites als Henry en Kaya Scodelario als Carina Smyth. De film bevat ook de terugkeer van Orlando Bloom en Keira Knightley als Will Turner en Elizabeth Swann, na hun afwezigheid in de vierde film, On Stranger Tides.
In Pirates of the Caribbean: Dead Men Tell No Tales gaat kapitein Jack Sparrow op zoek naar de Drietand van Poseidon, om zijn oude aartsvijand kapitein Salazar te verslaan. Volgens de filmmakers werd de eerste film, The Curse of the Black Pearl, als inspiratie voor het script gebruikt. Pre-productie voor de film begon kort voor On Stranger Tides werd uitgebracht in het begin van 2011, toen Terry Rossio begon met het schrijven van een script voor de film. In het begin van 2013 werd Jeff Nathanson ingehuurd om een nieuw script te schrijven. De film moest oorspronkelijk uitkomen in 2015, maar werd eerst uitgesteld tot 2016 en vervolgens tot 2017. Dit kwam door problemen met het script en het budget. De film werd uitgebracht in 2D, Disney Digital 3-D, RealD 3D en IMAX 3D.

## Plot
Kapitein Jack Sparrow wordt achternagezeten door een oude vijand, Capitán Salazar, die samen met zijn bemanning van spookpiraten is ontsnapt uit de Bermudadriehoek en vastbesloten is om elke piraat op zee te doden. Jack probeert de Drietand van Poseidon te bemachtigen, een krachtig artefact dat de bezitter de volledige controle over de zeeën verleent. Hij wil de Drietand gebruiken om Salazar te verslaan. Om dit te laten slagen moet hij een alliantie vormen met Henry Turner, een eigenwijze zeejongen die met de Drietand de vloek van Will Turner, zijn vader, wil verbreken en met Carina Smyth, een beeldschone astronoom die haar zoektocht naar de Drietand wil voltooien.

## Rolverdeling
- Johnny Depp als kapitein Jack Sparrow,[5] de excentrieke kapitein van de Black Pearl op jacht naar de Drietand van Poseidon, die de controle over de zeeën schenkt. De jonge Jack Sparrow werd gespeeld door Anthony De La Torre.
- Javier Bardem als kapitein Salazar,[6] een krachtige, genadeloze piratenjager die werd opgesloten in de Bermudadriehoek. Nadat hij hieruit is ontsnapt, zoekt hij de Drietand van Poseidon om elke piraat op zee te doden en om wraak te nemen op zijn vroegere aartsvijand, Jack Sparrow.[6]
- Geoffrey Rush als kapitein Hector Barbossa, de kapitein met een houten been van de Queen Anne's Revenge, de voormalige kapitein van de Black Pearl en de voormalige vijand, later bondgenoot van Jack.
- Brenton Thwaites als Henry Turner,[6] de zoon van Will Turner en Elizabeth Swann en een jonge man die probeert om de banden met zijn vader te herstellen. Hij worstelt met een vloek die hem ervan weerhoudt om de band te herstellen. De jonge Henry Turner werd gespeeld door Lewis McGowan.
- Kaya Scodelario als Carina Smyth,[6] een astronoom.
- Kevin McNally als Joshamee Gibbs, de loyale vriend van Jack en zijn eerste stuurman.
- Golshifteh Farahani als Shansa, een zee-heks en bondgenoot van kapitein Barbossa.
- Orlando Bloom als kapitein William "Will" Turner, Jr., een smid die piraat werd en op het einde van de film At World's End getransformeerd werd tot de kapitein van De Vliegende Hollander (the Flying Dutchman).
- Keira Knightley als Elizabeth Swann, de vrouw van Will en moeder van Henry.
- David Wenham als Scarfield, een Brits Royal Navy officier.
- Stephen Graham als Scrum,[6] een bemanningslid van Jack Sparrow.
- Martin Klebba als Marty,[7] een bemanningslid van Jack Sparrow.
- Angus Barnett als Mullroy,[8] een bemanningslid van Jack Sparrow, was ooit een marinier uit Port Royal.
- Giles New als Murtogg, een bemanningslid van Jack Sparrow, was ooit een marinier uit Port Royal.
- Adam Brown als Cremble,[9] een bemanningslid van Jack Sparrow.
- Paul McCartney als Uncle Jack, een oom van Jack Sparrow.
- Danny Kirrane als Bollard, een bemanningslid van Jack Sparrow.
- Bill Nighy als Davy Jones, verschijnt in de Post-Credit scene.[9]
- Delroy Atkinson als Pike.[9]

## Achtergrond

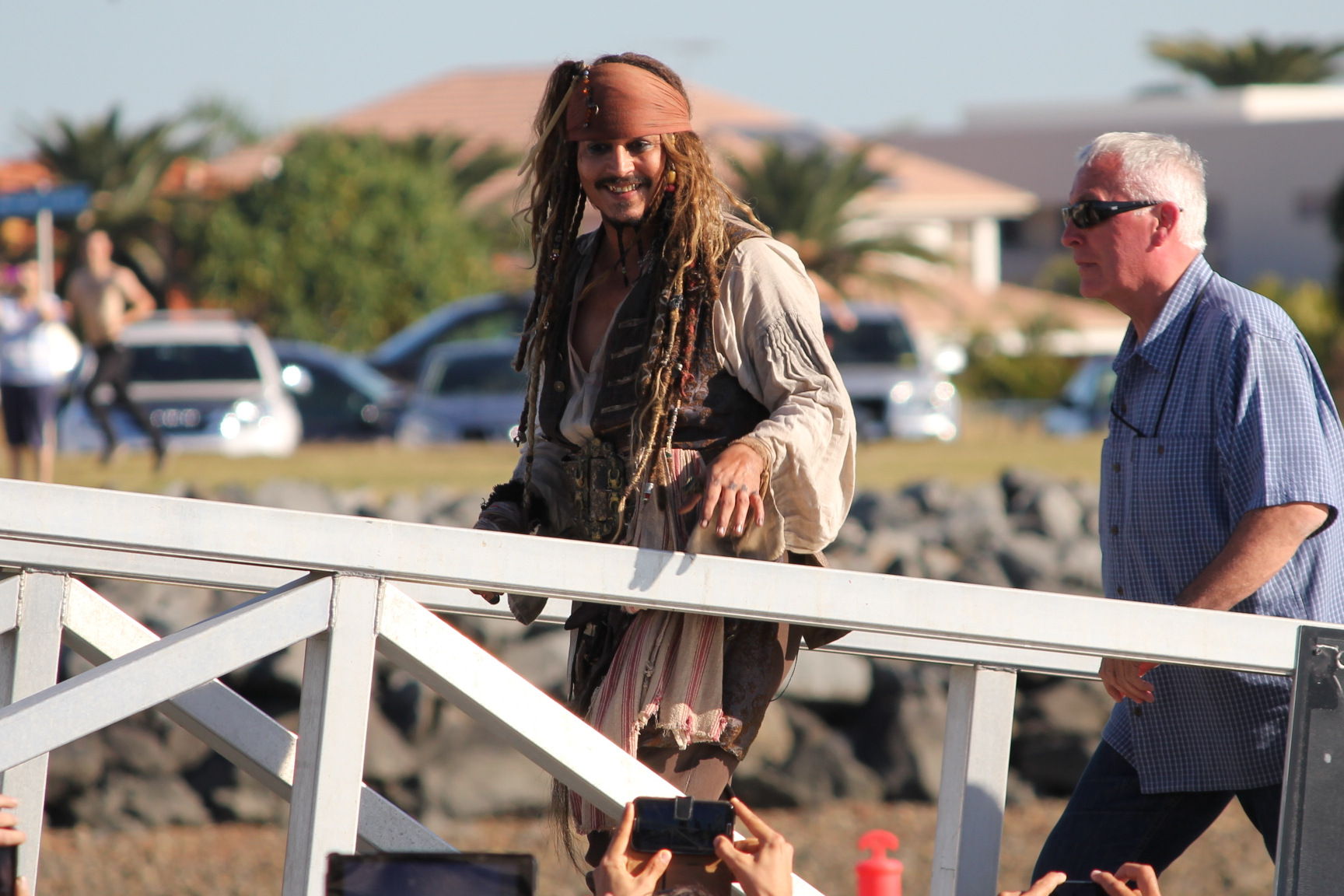
Johnny Depp op de set in Queensland, Australië (juni 2015)

### Productie
Jerry Bruckheimer bevestigde in oktober 2011 dat er een draaiboek voor de vijfde film klaarlag, maar dat het nog beter kon. In maart 2016 werd bekendgemaakt dat de Beatles-zanger Paul McCartney een rol in de film gaat spelen. Op 18 april 2017 werd bevestigd dat actrice Keira Knightley zal terugkeren, na het verschijnen van de nieuwe trailer.

### Filmmuziek
Op 5 september 2014 werd bekendgemaakt dat de originele filmmuziek voor het eerst niet door Hans Zimmer zal worden gecomponeerd, maar door zijn voormalige assistent Geoff Zanelli. Eerder schreef Zanelli ook al mee aan de productie van de voorgaande vier delen.

### Release
De film ging op 11 mei 2017 in première op het Shanghai Disney Resort. In Nederland en België werd de film uitgebracht op 24 mei 2017 onder de titel Pirates of the Caribbean: Salazar's Revenge. Met deze titel verscheen de film ook in de landen Duitsland, Oostenrijk, Zwitserland, Denemarken, Noorwegen, Zweden, Finland en het Verenigd Koninkrijk.

### Ontvangst en opbrengst
De film werd verdeeld ontvangen op de sites als Rotten Tomatoes waar het 31% goede reviews ontving, gebaseerd op 192 beoordelingen en op Metacritic met een metascore van 39/100, gebaseerd op 44 critici. Het openingsweekend wereldwijd leverde een opbrengst op van $ 271 miljoen, waarmee het als 27e beste film was op dat moment.